# Laver Cup 2024
Der Laver Cup 2024 war ein Tennisturnier der Herren, das vom 20. bis 22. September 2024 in der Uber Arena in Berlin ausgetragen wurde.
Titelverteidiger war das Team Welt, das im letzten Jahr seinen Titel verteidigen konnte.
Das Team Europa gewann in diesem Jahr erstmals seit 2021 durch einen 13:11-Sieg den Laver Cup.

## Spielerauswahl
Carlos Alcaraz gab als erster Spieler am 8. November 2023 seine Teilnahme bekannt. Am 8. Februar 2024 folgten die Teilnahmebestätigungen von Daniil Medwedew und Alexander Zverev.
Am 11. April gaben mit Alex de Minaur, Taylor Fritz und Tommy Paul die ersten drei Spieler des Weltteams ihre Teilnahme bekannt.
Am 22. April wurde die Teilnahme von Rafael Nadal bestätigt, am 25. Juni die von Ben Shelton.
Das Team Europa wurde schließlich am 17. Juli durch Casper Ruud und Stefanos Tsitsipas komplettiert. 
Für das Team Welt wurden Frances Tiafoe und Alejandro Tabilo am 19. August als letzte Starter benannt.
Nachdem am 12. September de Minaur, Paul und Nadal krankheitsbedingt absagen mussten, rückte im Team Europa Grigor Dimitrow und im Team Welt Francisco Cerúndolo und Thanasi Kokkinakis nach.

## Teilnehmer
| Team Europa                  | Team Europa |
| ---------------------------- | ----------- |
| Kapitän: Björn Borg          |             |
| Vize-Kapitän: Thomas Enqvist |             |
| Spieler                      | Rang 1      |
| Alexander Zverev             | 2           |
| Carlos Alcaraz               | 3           |
| Daniil Medwedew              | 5           |
| Rafael Nadal                 | 9PR(154)    |
| Casper Ruud                  | 9           |
| Grigor Dimitrow              | 10          |
| Stefanos Tsitsipas           | 12          |
| Flavio Cobolli               | 32          |
| Jan-Lennard Struff           | 37          |

| Team Welt                     | Team Welt |
| ----------------------------- | --------- |
| Kapitän: John McEnroe         |           |
| Vize-Kapitän: Patrick McEnroe |           |
| Spieler                       | Rang 1    |
| Taylor Fritz                  | 7         |
| Alex de Minaur                | 11        |
| Tommy Paul                    | 13        |
| Frances Tiafoe                | 16        |
| Ben Shelton                   | 17        |
| Alejandro Tabilo              | 22        |
| Francisco Cerúndolo           | 31        |
| Thanasi Kokkinakis            | 78        |

|  | Rückzug                                                                               |
|  | Ersatzspieler                                                                         |
|  | vom Turnier zurückgezogen nach einem vollendeten Spiel (durch Reservespieler ersetzt) |
|  | Reservespieler                                                                        |

## Ergebnisse
| Ergebnisse und Entwicklung der Punkte im Verlauf des Turniers | Ergebnisse und Entwicklung der Punkte im Verlauf des Turniers | Ergebnisse und Entwicklung der Punkte im Verlauf des Turniers | Ergebnisse und Entwicklung der Punkte im Verlauf des Turniers | Ergebnisse und Entwicklung der Punkte im Verlauf des Turniers | Ergebnisse und Entwicklung der Punkte im Verlauf des Turniers | Ergebnisse und Entwicklung der Punkte im Verlauf des Turniers | Ergebnisse und Entwicklung der Punkte im Verlauf des Turniers | Ergebnisse und Entwicklung der Punkte im Verlauf des Turniers | Ergebnisse und Entwicklung der Punkte im Verlauf des Turniers |
| Tag                                                           | Spiel                                                         | Modus                                                         | für Team Europa                                               | für Team Welt                                                 | Resultat                                                      | Punkte Europa                                                 | Punkte Welt                                                   | gesamt Europa                                                 | gesamt Welt                                                   |
| ------------------------------------------------------------- | ------------------------------------------------------------- | ------------------------------------------------------------- | ------------------------------------------------------------- | ------------------------------------------------------------- | ------------------------------------------------------------- | ------------------------------------------------------------- | ------------------------------------------------------------- | ------------------------------------------------------------- | ------------------------------------------------------------- |
| 1                                                             | 1                                                             | Einzel                                                        | Casper Ruud                                                   | Francisco Cerúndolo                                           | 4:6, 4:6                                                      | –                                                             | 1                                                             | 0                                                             | 1                                                             |
| 1                                                             | 2                                                             | Einzel                                                        | Stefanos Tsitsipas                                            | Thanasi Kokkinakis                                            | 6:1, 6:4                                                      | 1                                                             | –                                                             | 1                                                             | 1                                                             |
| 1                                                             | 3                                                             | Einzel                                                        | Grigor Dimitrow                                               | Alejandro Tabilo                                              | 7:64, 7:62                                                    | 1                                                             | –                                                             | 2                                                             | 1                                                             |
| 1                                                             | 4                                                             | Doppel                                                        | Carlos Alcaraz Alexander Zverev                               | Taylor Fritz Ben Shelton                                      | 6:75, 4:6                                                     | –                                                             | 1                                                             | 2                                                             | 2                                                             |
| 2                                                             | 1                                                             | Einzel                                                        | Daniil Medwedew                                               | Frances Tiafoe                                                | 6:3, 4:6, [5:10]                                              | –                                                             | 2                                                             | 2                                                             | 4                                                             |
| 2                                                             | 2                                                             | Einzel                                                        | Carlos Alcaraz                                                | Ben Shelton                                                   | 6:4, 6:4                                                      | 2                                                             | –                                                             | 4                                                             | 4                                                             |
| 2                                                             | 3                                                             | Einzel                                                        | Alexander Zverev                                              | Taylor Fritz                                                  | 4:6, 5:7                                                      | –                                                             | 2                                                             | 4                                                             | 6                                                             |
| 2                                                             | 4                                                             | Doppel                                                        | Casper Ruud Stefanos Tsitsipas                                | Ben Shelton Alejandro Tabilo                                  | 1:6, 2:6                                                      | –                                                             | 2                                                             | 4                                                             | 8                                                             |
| 3                                                             | 1                                                             | Doppel                                                        | Carlos Alcaraz Casper Ruud                                    | Ben Shelton Frances Tiafoe                                    | 6:2, 7:66                                                     | 3                                                             | –                                                             | 7                                                             | 8                                                             |
| 3                                                             | 2                                                             | Einzel                                                        | Daniil Medwedew                                               | Ben Shelton                                                   | 7:66, 5:7, [7:10]                                             | –                                                             | 3                                                             | 7                                                             | 11                                                            |
| 3                                                             | 3                                                             | Einzel                                                        | Alexander Zverev                                              | Frances Tiafoe                                                | 6:75, 7:5, [10:5]                                             | 3                                                             | –                                                             | 10                                                            | 11                                                            |
| 3                                                             | 4                                                             | Einzel                                                        | Carlos Alcaraz                                                | Taylor Fritz                                                  | 6:2, 7:5                                                      | 3                                                             | –                                                             | 13                                                            | 11                                                            |